# Либерман, Виктор (историк)
Виктор Либерман (Victor B. Lieberman; род. 22 июля 1945) — американский историк, специалист по ранней современной Юго-Восточной Азии и в целом Евразии, бирманист. Доктор философии (1976), заслуженный Университетский профессор Мичиганского университета, где преподает с 1984 года. Отмечен там Golden Apple Award (education) в 2014 году. Лауреат Bentley Book Prize (2004). Главная книга - «Странные параллели: Юго-Восточная Азия в глобальном контексте, ок. 800–1830 гг.».

## Биография
Заинтересовался историей с юных лет; война во Вьетнаме привлечет его внимание к Юго-Восточной Азии.
Окончил с первоклассным отличием Йель (бакалавр summa cum laude, 1967). Дабы избежать участия во Вьетнамской войне, три года преподавал историю в средней школе. Степень доктора философии по истории Юго-Восточной Азии получил в Школе восточных и африканских исследований Лондонского университета. До 1985 года оставался в Англии. Ныне именной заслуженный Университетский профессор (Raoul Wallenberg Distingusihed University Professor) истории Мичиганского университета, где преподает с 1984 года. Специализировался на войне во Вьетнаме, а с сер. 90-х переключился на историю арабо-израильского конфликта.
Публиковался в South East Asia Research, Journal of Global History. Есть две взрослых дочери, внуки. Вдовец.
"Первым историографом государственного строительства в Юго-Восточной Азии в сравнительном аспекте" указывает В. Либермана Джеймс Скотт.
Автор Burmese Administrative Cycles: Anarchy and Conquest, c.1580-1760 (Princeton University Press, 1984) {Рецензия}, удостоенной Harry J. Benda Prize, а также двухтомника Strange Parallels: Southeast Asia in Global Context, c. 800—1830 (Cambridge University Press) {Рецензии: Джек Голдстоун, Пётр Турчин, Volker Grabowsky, Craig J. Reynolds}, высоко оцененного Сунилом Амритом, Г. Дерлугьяном. Как характеризовал тот проф. Volker Grabowsky: «Либерман написал впечатляющую работу, имеющую большое значение в области истории Юго-Восточной Азии». В American Historical Review этот его труд даже был охарактеризован как «самая важная историческая работа, созданная до сих пор в этом столетии».
Готовит книгу Why Was Nationalism European? Political Ethnicity in Southeast Asia and Europe c. 1400—1850.
Положительно отзывался о книге Unearthly Powers автора Alan Strathern.